# 2005 JZ174
2005 JZ174, também escrito como 2005 JZ174, é um objeto transnetuniano (TNO) que está localizado no cinturão de Kuiper, uma região do Sistema Solar. Ele é classificado como um cubewano. O mesmo possui uma magnitude absoluta de 6,7 e tem um diâmetro com cerca de 201 km. O astrônomo Mike Brown lista este corpo celeste em sua página na internet como um candidato a possível planeta anão.

## Descoberta
2005 JZ174 foi descoberto no dia 9 de maio de 2005 pelo astrônomo Marc W. Buie.

## Órbita
A órbita de 2005 JZ174 tem uma excentricidade de 0,075 e possui um semieixo maior de 42,750 UA. O seu periélio leva o mesmo a uma distância de 39,539 UA em relação ao Sol e seu afélio a 45,962 UA.